# Henry Coyle Rath
Henry Coyle Rath, kanadski letalski častnik, vojaški pilot in letalski as, * 12. november 1898, Tweed, Ontario, † 26. oktober 1918, Belgija.
Poročnik Rath je v svoji vojaški službi dosegel 12 zračnih zmag.

## Življenjepis
Med prvo svetovno vojno je bil sprva pripadnik Kraljevega letalskega korpusa, nato pa je prestopil v Kraljevo vojno letalstvo.

## Odlikovanja
- Distinguished Flying Cross (DFC)